# Oké Assogba
Pour les articles homonymes, voir Assogba.
Oké Assogba, né le 3 février 1903, à Adjohoun, au Dahomey (actuel Bénin) et mort le 25 août 1980, est un instituteur, homme politique béninois.

## Biographie
Oké Assogba, issu des ethnies goun et
yoruba, est né le 3 février 1903 à Adjohoun, au Dahomey. En 1920, il part pour Gorée, au Sénégal afin suivre ses études supérieures à l'École normale William-Ponty,. Après l'obtention de son diplôme d'instituteur, il revient au Dahomey pour enseigner. Au gré de ses affectations, il est instituteur à l'école préparatoire d'Ataké en 1929, il enseigne à partir de septembre 1930 à Dasso et pour la rentrée scolaire de 1932, il est assigné à Sakété. Il se voit décerner en 1948 son diplôme supérieur d'aptitude professionnelle,.
Il se lance en politique et devient un proche de Sourou Migan Apithy. Il adhère au parti de ce dernier, le Parti républicain dahoméen (PRD) et en est secrétaire général entre 1956 et 1961. Il se présente aux élections territoriales de 1952 sous les couleurs
du PRD et gagne le droit de siéger à l'Assemblée territoriale. Il est à nouveau élu lors des élections de 1957. 
En 1958, Oké Assogba est nommé ministre de l'Éducation nationale et reste à ce poste jusqu'en novembre 1960 quand Hubert Maga lui confie les rênes du ministère de la Défense. Il quitte ce poste juste un mois après sa nomination. Il devient ensuite  ministre des Affaires étrangères de décembre 1960 jusqu'en février 1962. Le 23 février 1961, il établit des relations diplomatiques avec la Cité du Vatican. Il est nommé ministre de la Fonction publique en février 1962 et le demeure jusqu'au 27 octobre 1963, lorsqu'Hubert Maga, poussé par l'armée, démissionne et dissout son gouvernement. Le colonel Christophe Soglo prend la tête d'un gouvernement provisoire, arrête Oké Assogba et le place en résidence surveillée,.
Il meurt le 25 août 1980 à l'âge de 77 ans.

## Distinctions
- Chevalier de l'ordre des Palmes académiques (1959)[n 12].
- Commandeur de l'ordre national du Dahomey (1962)[17].
- Grand officier de l'ordre national du Dahomey (1969)[18].